# Maciej Szumigała
Maciej Marian Szumigała (ur. 8 lutego 1954 w Środzie Wielkopolskiej, zm. 1 marca 2023 w Poznaniu) – polski specjalista w zakresie budownictwa, doktor habilitowany, profesor Politechniki Poznańskiej

## Życiorys
Syn Mariana i Gertrudy. Był absolwentem Politechniki Poznańskiej, w 1988 uzyskał doktorat, w 2008  habilitował się na podstawie pracy zatytułowanej Zespolone stalowo-betonowe konstrukcje szkieletowe pod obciążeniem doraźnym. Został zatrudniony na stanowisku profesora uczelni w Instytucie Nauk Technicznych, 
Uczelni Państwowej Akademii Nauk Stosowanych im. Hipolita Cegielskiego w Gnieźnie i w Instytucie Budownictwa na Wydziale Inżynierii Lądowej i Transportu Politechniki Poznańskiej.
Awansował na stanowisko profesora nadzwyczajnego w Instytucie Konstrukcji Budowlanych na Wydziale Budownictwa i Inżynierii Środowiska Politechniki Poznańskiej, oraz w Instytucie Zarządzania i Transportu  Państwowej Wyższej Szkole Zawodowej im. Hipolita Cegielskiego w Gnieźnie.
Był członkiem Rady Dyscypliny Naukowej – Inżynierii Lądowej i Transportu Politechniki Poznańskiej.

## Odznaczenia i wyróżnienia
- Srebrna Odznaka Honorowa Polskiej Izby Inżynierów Budownictwa[1]
- Nagroda JM Rektora Politechniki Poznańskiej (wielokrotnie)[1]
- Medal Komisji Edukacji Narodowej[1]
- Srebrny Krzyż Zasługi[1]